# وولف هوفمان
وولف هوفمان (بالألمانية: Wolf Hoffmann)‏ هو موسيقي وملحن ومصور وعازف قيثارة ألماني، ولد في 10 ديسمبر 1959 في ماينتس في ألمانيا.

## وصلات خارجية
- الموقع الرسمي
- وولف هوفمان على موقع ميوزك برينز (الإنجليزية)
- وولف هوفمان على موقع أول ميوزيك (الإنجليزية)
- وولف هوفمان على موقع ديسكوغز (الإنجليزية)